# Jean-François Gobertier
Jean-François Gobertier (né le 18 janvier 1953) est un homme d'affaires français. Investisseur dans le milieu des maisons de retraite, il y fait sa fortune, estimée en 2019 à environ 500 millions d'euros, ce qui le place parmi les 500 plus grandes fortunes de France.

## Carrière
Jean-François Gobertier est né le 18 janvier 1953, dans l'Ardèche. Il fait carrière comme gestionnaire de fortune, et fonde sa société GDP Vendôme en 1990. Il rentre dans le classement des 500 plus grandes fortune de France en 2005. Alors que GDP Vendôme gère plus de 150 maisons de retraite, la société fusionne avec l'un de ses concurrents, DomusVi, en 2010, formant ainsi le groupe DVD, un « géant français des EHPAD et maisons de retraites ». Il cède ses parts dans le groupe en 2014 et se réoriente vers l'immobilier en ciblant le maintien à domicile des personnes âgées dans des appartements adaptés. Il est également propriétaire de la société Prestige Car, spécialisée dans la location de voitures et motos de luxe.
La crise sanitaire de 2020 touche durement son secteur,, et son patrimoine, évalué en 2014 à 670 millions d'euros, est maintenant estimé à 350 millions d'euros (ce qui le fait passer de 68e plus grande fortune de France, classement atteint en 2010, à la 249e).
Début mars 2020, un article du Point dévoile qu'il fait l'objet d'une enquête, ouverte en 2016, pour corruption et abus de biens sociaux. Le 7 mai 2024, le Tribunal correctionnel a rendu un jugement l'innocentant de toutes les charges portées contre lui. Cette décision a été confirmée par l'absence d'appel du Parquet, rendant ainsi la décision définitive et purgée de tous recours.

## Vie privée
D'origine ardéchoise (Annonay), il s'est fait construire pour environ 12 millions d'euros une villa à Veyrier-du-Lac, en Haute-Savoie.
Il collectionne les voitures et motos de luxe,. Il est passionné de bandes dessinées, de pétanque et de boules lyonnaises. Il est aussi grand fan de Johnny Hallyday,.